# Carrer Alt del Carme
El Carrer Alt del Carme és un carrer del municipi de Reus (Baix Camp) inclòs en l'Inventari del Patrimoni Arquitectònic de Catalunya.

## Descripció
Va del carrer de Sant Llorenç fins al carrer del Vent. Presenta edificis alineats que conserven el pla de la façana amb alçades variables i obertures rectangulars que en els balcons tenen balustres de ferro forjat. Els murs estan arrebossats i no tenen gaire ornamentació. A la planta baixa dels edificis hi ha tallers, magatzems i alguna botiga, els pisos són habitatges. En el carrer hi ha la Capella de la Mare de Déu del Carme, amb una imatge de després de la Guerra Civil, que va estar sota l'advocació del convent dels Carmelites (segle xvii), a l'antic hospital de Sant Joan, i a la cantonada del carrer del Sol hi havia uns rentadors o safaretjos públics, de forma rectangular, que van ser els últims de Reus, amb accés pel carrer de Alt del Carme.

## Història
És una mostra del creixement setcentista de cases menestrals, refet el segle xix com a indret d'habitatges de les classes populars. És el primer barri reusenc de ravals enfora. Fins als anys 1885-1893, quan l'escorxador es traslladà al lloc actual, el carrer Alt del Carme només arribava a la Placeta de les Basses Noves, on hi havia, i encara hi ha, tot i que museïtzats i convertits en Centre Cívic, els rentadors públics, ja que d'allí en amunt quedava obturat per les instal·lacions de l'antic escorxador. També se l'havia conegut per carrer de l'Arpa.
És un carrer més aviat estret, de 4'5 m. d'amplada. Va ser l'eix de l'actual barri del Carme. Les cases són d'una sola crugia, i sense cap edifici destacable. Per aquest carrer a través del carrer del vent s'accedia (i s'accedeix) a la plaça del Mercadal.